# Jagdgruppe 10
Jagdgruppe 10 foi uma unidade experimental de combate aéreo com armamento anti-bombardeiros da Luftwaffe que prestou serviço durante a Segunda Guerra Mundial. Teve apenas um comandante, o Oberstleutnant Georg Christl. Esta unidade foi formada em Julho de 1944 a partir do Erprobungskommando 25, e operou aviões Focke-Wulf Fw 190.